# Dorfkirche Brielow

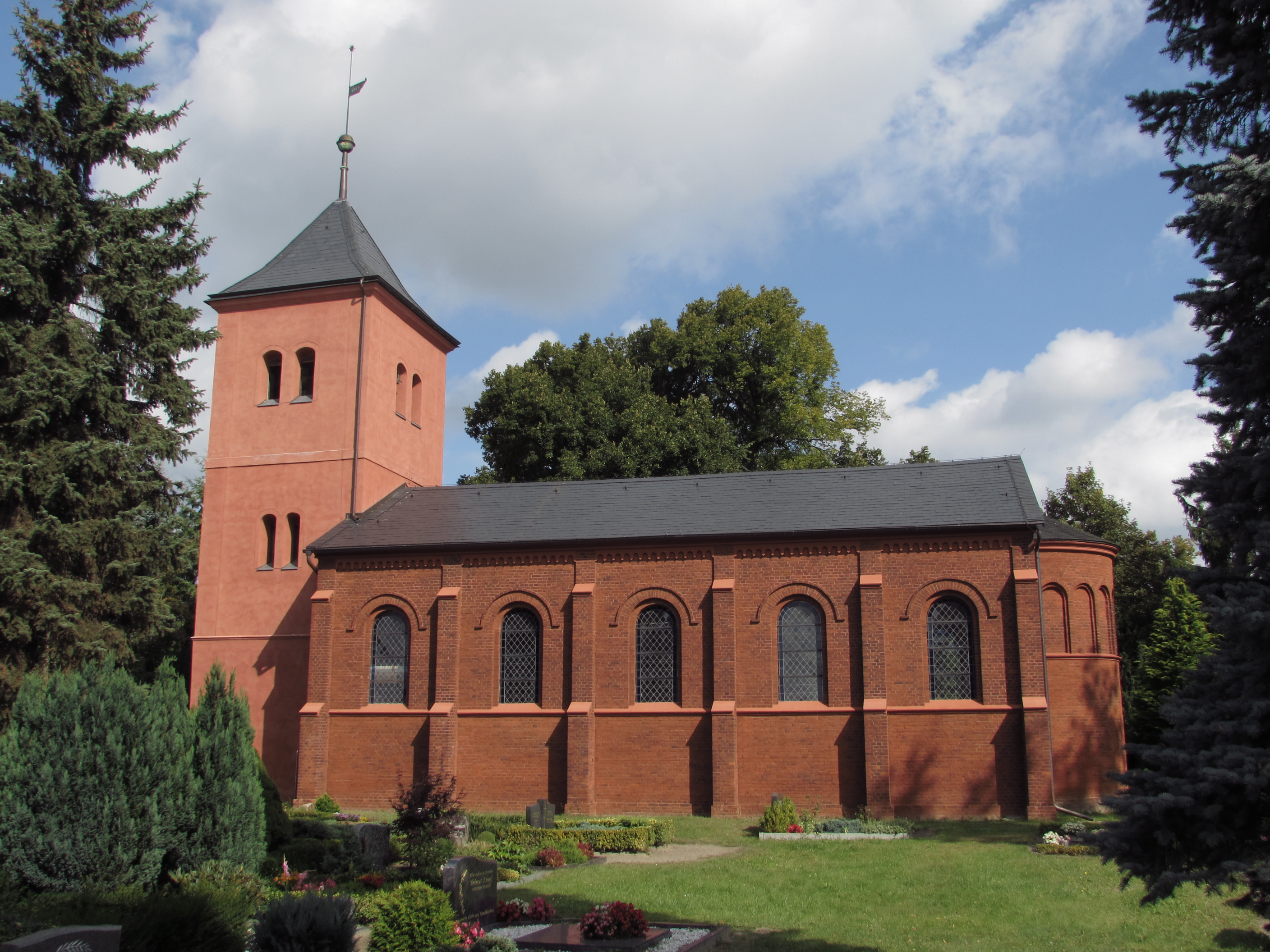
Dorfkirche Brielow

Die Dorfkirche Brielow ist eine Saalkirche und liegt im heutigen Ortsteil Brielow der Gemeinde Beetzsee im Landkreis Potsdam-Mittelmark in Brandenburg. Sie trägt keinen Namen.

## Bauwerk

### Baugeschichte
Das Straßendorf Brielow wurde erstmals 1290 urkundlich erwähnt. Im Mittelalter war die Pfarre Brielows Mutterkirche der Kirche Radewege. Der älteste erhaltene Teilbau der Kirche ist der barocke Turm, der nach verschiedenen Quellen aus dem Jahr 1690 beziehungsweise 1769 stammen soll. Im Jahr 1873 wurde er baulich verändert und verputzt. Ebenfalls aus dem Jahr 1873 stammt das neoromanische Kirchenschiff. In den 1970er Jahren erfolgte eine umfassende Modernisierung mit Umbauten im Inneren. Die letzte Sanierung erfolgte 2013.

### Außenausstattung
Der barocke Westturm ist schlicht gestaltet. Einfaches Gesims teilt für den Betrachter den Bau in drei Stockwerke. Im untersten Stockwerk befindet sich über eine kleine zweistufige Treppe erreichbar ein kleines Westportal. Dieses weist einen Segmentbogen auf. Die Tür ist eine zweiflügliche moderne Holztür mit Kunststoffklinke und Butzenglasscheiben. Über der Tür ist die Jahreszahl 1873 in den Putz eingearbeitet. In der zweiten Etage des Turms befinden sich nach Norden, Süden und Westen jeweils zwei Korbbogenfenster. Die Schallöffnungen wurden im obersten Stockwerk eingearbeitet. Nach Norden und Süden ausgerichtet gibt jeweils zwei, nach Osten und Westen jeweils eine. Sie sind mit Segmentbögen konstruiert. Daneben sind noch ein schlichtes Traufgesims und lisenenartige Elemente über den Ecken der oberen beiden Etagen auffällig. Der gesamte Turm ist verputzt und in einem Rotton gestrichen. Das Dach des vom Grundriss quadratischen Kirchturms befindet sich ein leicht verjüngendes Pyramidendach. Die Spitze bildet eine Turmkugel und eine Wetterfahne.
Das Schiff ist im Stil des Historismus gebaut. Es wurde mit roten Klinkern gemauert. Auf der Nordseite befindet sich zentral in einem Risalit das Hauptportal der Kirche. Es ist zweistufig und hat ein verkröpftes Gesims. Dieses Gesims bildet eine Linie mit der Oberkante der zweiflüglichen Rechtecktür. Über der Tür befindet sich im Bogen ein Oberlicht aus einer Bleiverglasung. Weiterhin weist der Risalit einen Dreiecksgiebel mit einer Giebelzinne auf, auf der ein Eisenkreuz steht. Rechts und links des Portals und des Risaliten gibt es auf der Nordseite jeweils zwei schliche, aus farblosen rhomboiden Glasscheiben gefertigte Bleiverglasungen. Einziges farbiges Element ist jeweils ein blauer Rand. Über den Fenstern und deren Stürzen finden sich rundbogige Fensterverdachungen. Unterhalb der Fenster gehen die schräg abfallenden Bänke in eine Gesims über. Als vertikale Elemente existieren zwischen den einzelnen Fenstern, dem Risaliten und zu den Ecken des Schiffs hin zweifach abgestufte Strebepfeiler. Das Traufgesims ist arkadenartig gestaltet.
Die Südseite ist der Nordseite ähnlich gestaltet. Statt des Risaliten und des Portals befindet sich dort jedoch ein weiteres Bleiglasfenster. Die fünf Fenster der Südseite, die Strebepfeiler und das Gesims sind gleich denen der nördlichen Außenwand des Schiffes gestaltet. Auf der Ostseite befindet sich eine halbrunde Apsis. Diese hat als Schmuckelement eine rundbogige Blendarkade. Das Dach der Apsis besitzt die Form einen flachen Halbkegels. Die Giebel des Schiffs zeigen sowohl an der Ost-, als auch an der Westwand ein schlichtes Giebelgesims. Das Dach des Schiffs unauffälliges Satteldach.

### Innenausstattung
Das Kircheninnere mit einem offenen Dachstuhl und der Apsis war ursprünglich ausgemalt. Bei der Modernisierung in den 1970er Jahren wurde der Innenbereich umgestaltet. Von der früheren Ausstattung blieben Taufe und Kanzel erhalten. Die Orgel stammt aus der Werkstatt Carl Ludwig Gesells und wurde um 1870 verbaut. Das Geläut mit zwei Klangstahlglocken wurde 1928/29 installiert.

## Kirchengelände
Die Kirche befindet sich versteckt beziehungsweise durch ein weiteres Gebäude und Bäume verdeckt, abseits der Brielower Hauptstraße. Zugang vom Dorf erfolgt durch ein kleines schmiedeeisernes Tor. Im Kirchhof südlich der Kirche steht ein jahrhundertealtes heutiges Naturdenkmal, die Schwedenlinde. Der südliche Bereich des Kirchhofs wird noch heute als Friedhof genutzt.

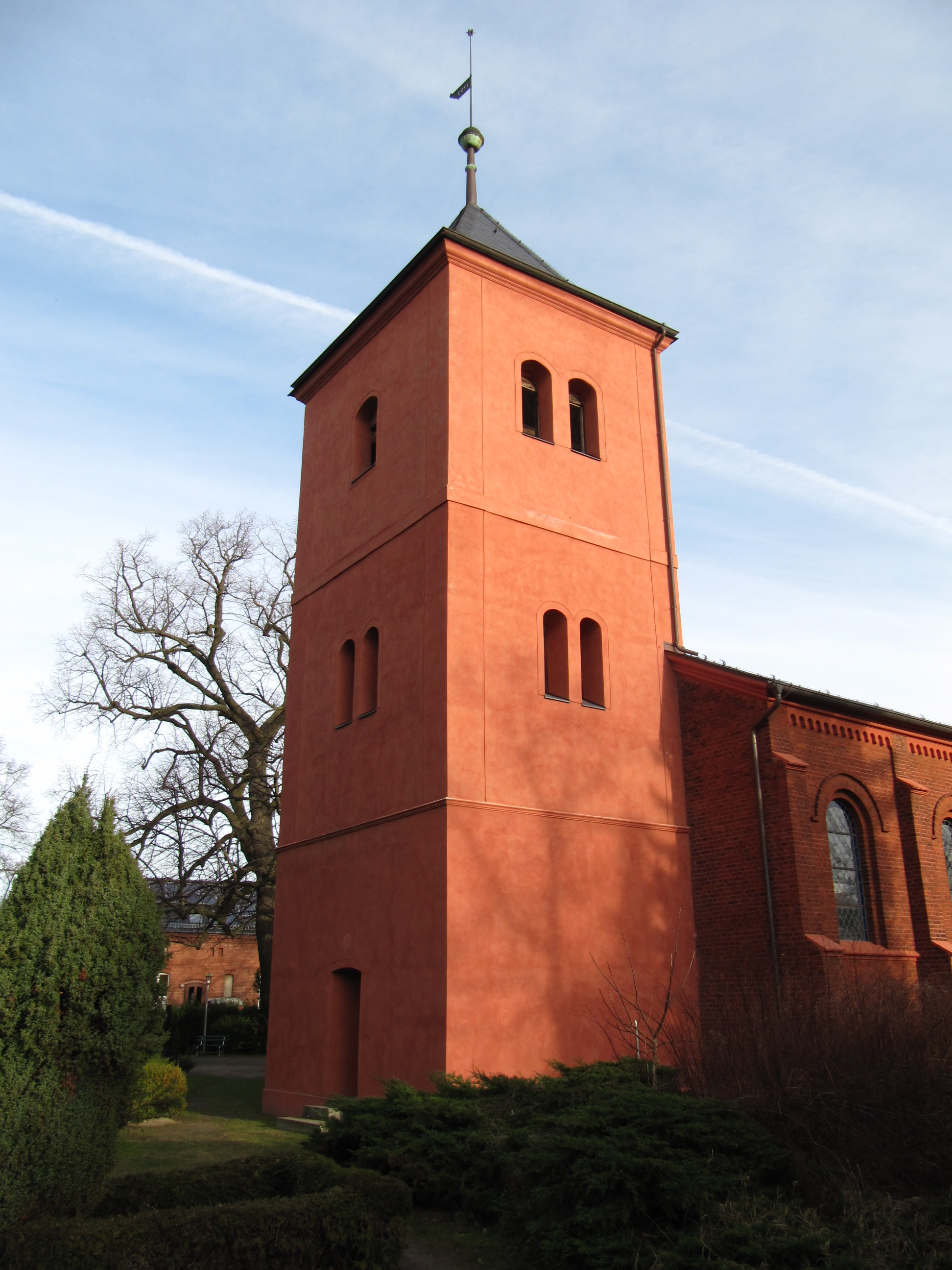
Kirchturm
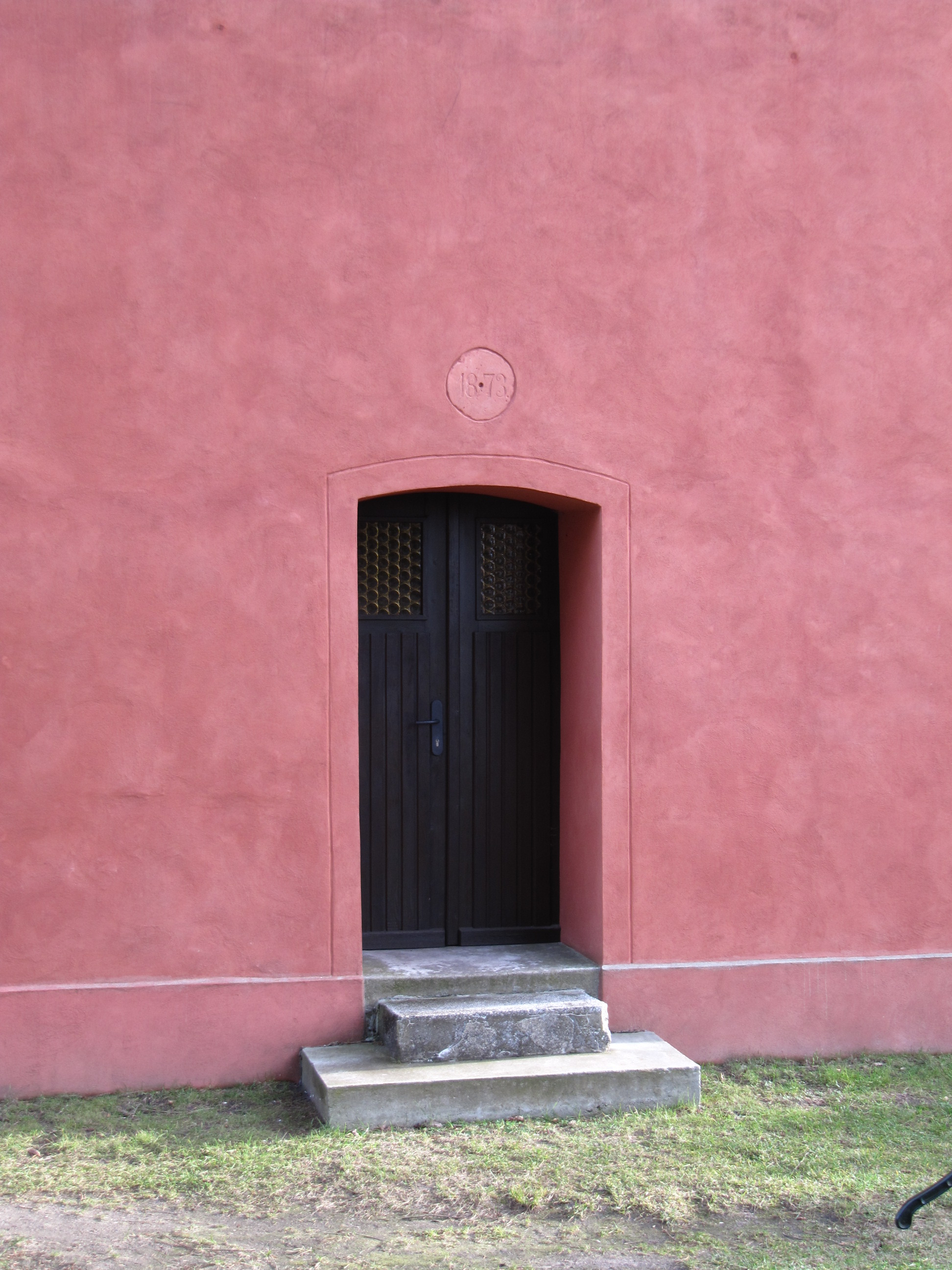
Westportal
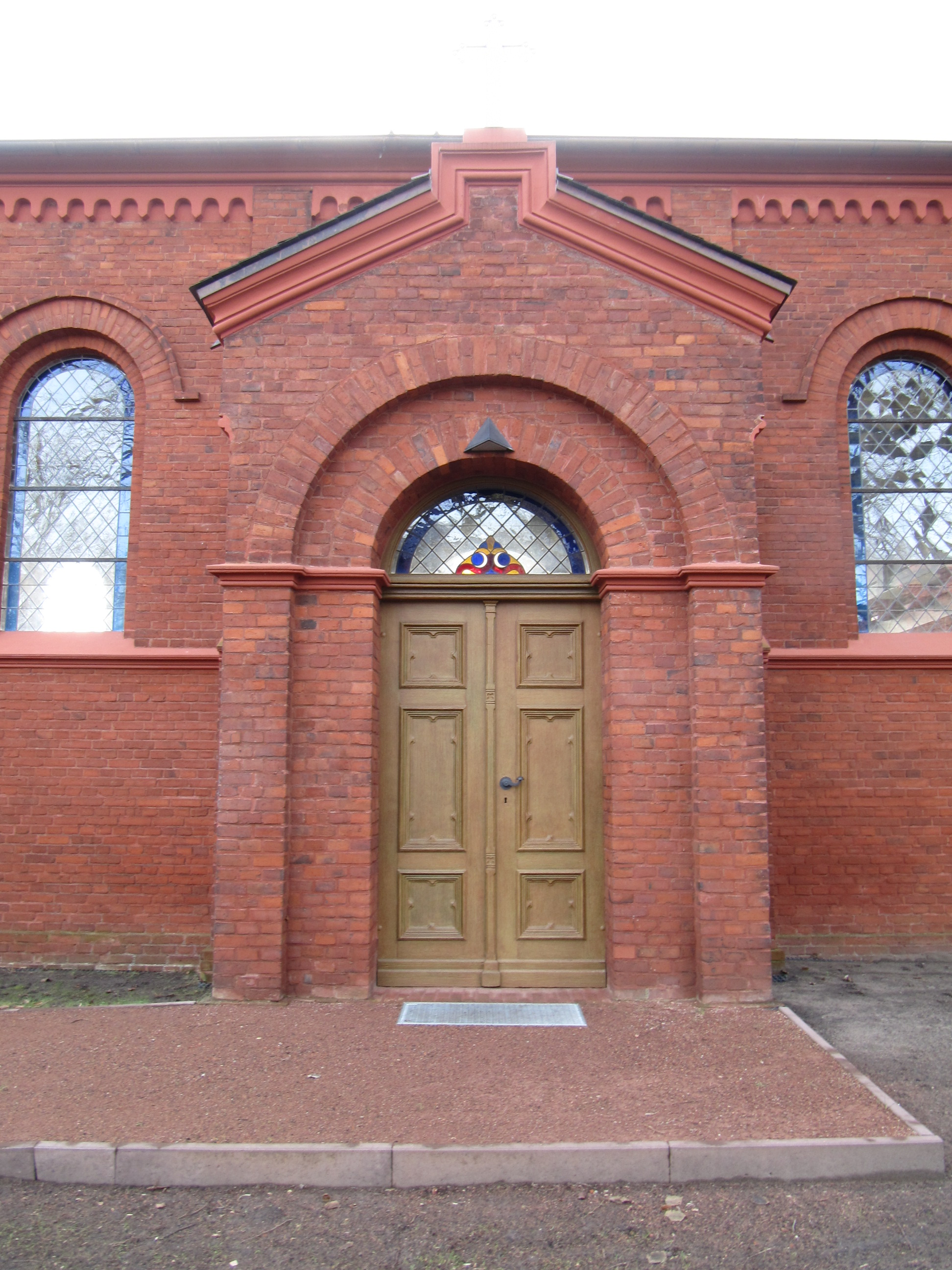
Nordportal
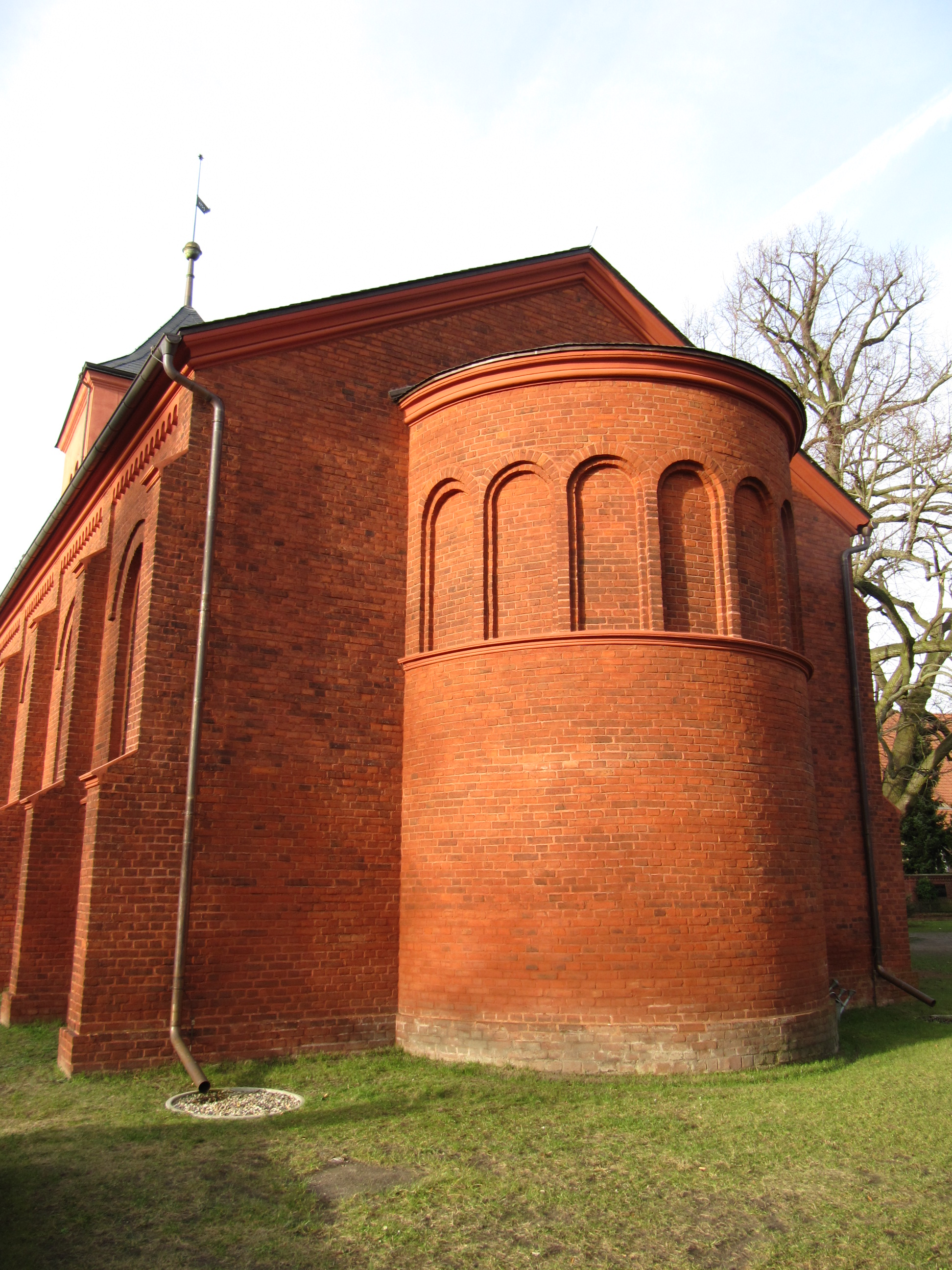
Apsis der Kirche
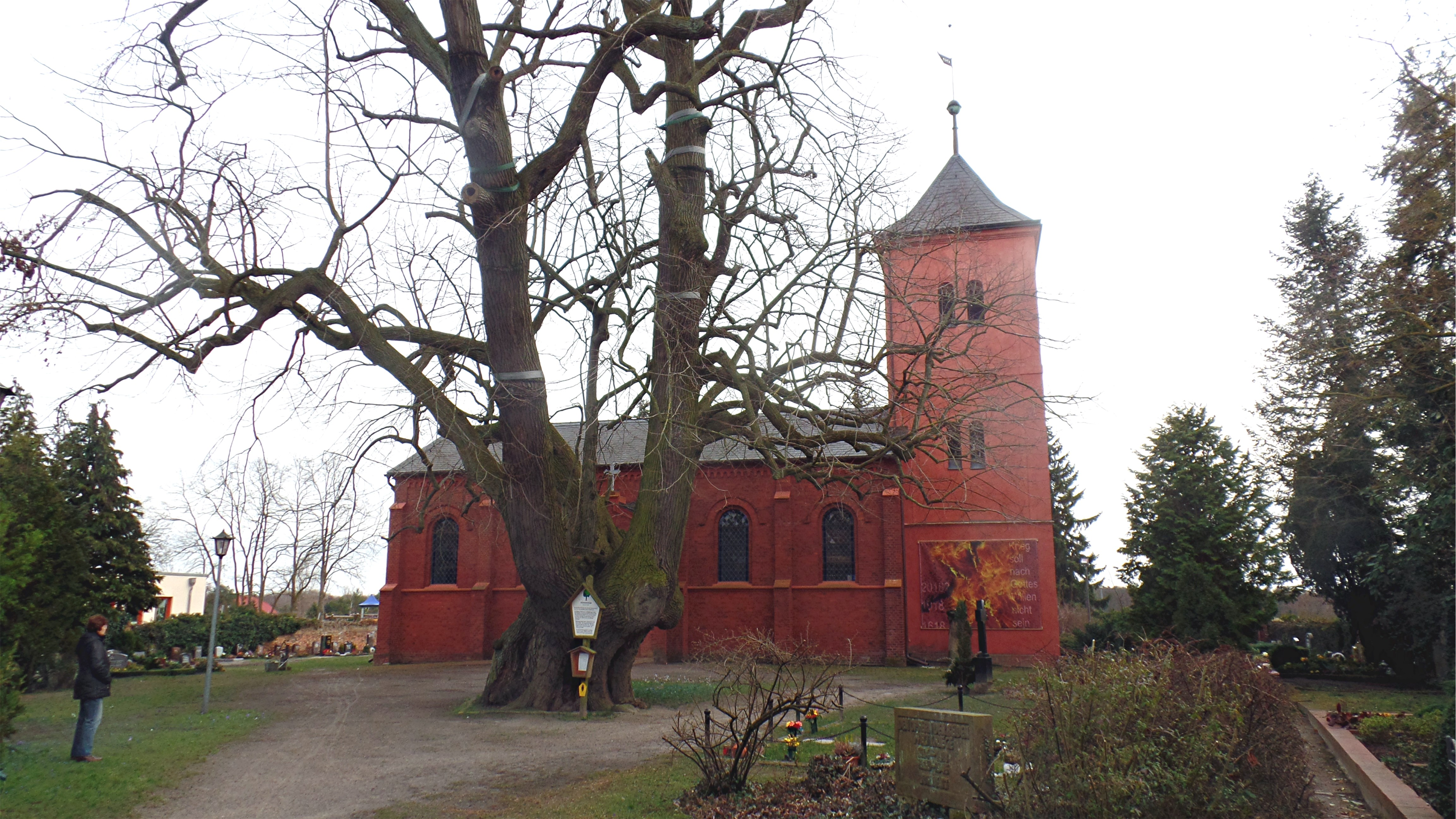
Kirchgelände mit Schwedenlinde